# 三洋ホールディングス
三洋ホールディングス株式会社（さんようホールディングス）は、岡山県岡山市北区に本社のある、経営コンサルタント・駐車場経営管理・保険代理店事業者である。
商号に「ホールディングス」とつくが、純粋持株会社ではなく事業持株会社である。また、三洋電機や三洋信販などと資本的な関係はない。

## 沿革
- 1949年（昭和24年）8月 - 三洋石炭を設立。
- 1952年（昭和27年）1月 - 宇部石炭を吸収合併。
- 1964年（昭和39年）2月 - 三洋企業に改称。
- 2002年（平成14年）10月 - 三洋ホールディングスに改称。

## 関連会社
- シックス